# 장한위
장한위(장함여, 중국어 정체자: 張涵予, 간체자: 张涵予, 1964년 12월 19일 ~ )는 1988년 중국의 중앙희극학원 연기과를 졸업한 중국 배우이다. 영화배우가 되기 전에는 《샤크》, 《반지의 제왕》, 《트로이》 등의 할리우드 영화의 중국어판 더빙 연기도 했었다. TV연기자 생활을 거친 뒤 풍소강 감독의 《몰완몰료》, 《핸드폰》, 《천하무적》 등에 조연으로 출연했다. 2007년 중국의 대작 영화 《집결호》에서 주인공을 맡으면서 중국 내 톱스타가 되었다. 《집결호》로 중국 백화장과 타이완의 금마장 남우주연상을 수상했다.

## 배우 정보
- 2007년 제12회 부산국제영화제 개막작으로 선정된 《집결호》 출연 배우로 부산을 방문하였다.

## 출연 작품

### 영화
- 1999년 : 《몰완몰료》
- 2000년 : 《풍성》
- 2002년 : 《거장의 장례식》
- 2003년 : 《핸드폰》
- 2004년 : 《천하무적》
- 2006년 : 《봉화》
- 2007년 : 《집결호》
- 2008년 : 《라스트 프로포즈》
- 2008년 : 《리미의 추측》
- 2009년 : 《바람의 소리》
- 2009년 : 《건국대업》
- 2016년 : 《오퍼레이션 메콩》
- 2017년 : 《맨헌트》 - 두 추 역
- 2017년 : 《주전: 와인전쟁》 - 장 수이 역
- 2021년 : 《공작조: 현애지상》

## 수상
- 《집결호》로 대만 금마장 남우주연상, 중국 백화장 남우주연상 수상